# Montipora fragilis
Espèce
Montipora fragilis est une espèce de coraux appartenant à la famille des Acroporidae.